# Albesa
Albesa é um município da Espanha na comarca de Noguera, província de Lérida, comunidade autónoma da Catalunha. Tem 37,6 km² de área e em 2021 tinha 1 561 habitantes (densidade: 41,5 hab./km²).

## Demografia
| Variação demográfica do município entre 1991 e 2004 [carece de fontes?] | Variação demográfica do município entre 1991 e 2004 [carece de fontes?] | Variação demográfica do município entre 1991 e 2004 [carece de fontes?] | Variação demográfica do município entre 1991 e 2004 [carece de fontes?] |
| ----------------------------------------------------------------------- | ----------------------------------------------------------------------- | ----------------------------------------------------------------------- | ----------------------------------------------------------------------- |
| 1991                                                                    | 1996                                                                    | 2001                                                                    | 2004                                                                    |
| 1462                                                                    | 1482                                                                    | 1490                                                                    | 1531                                                                    |